# Tanypeza
Tanypeza – rodzaj muchówek z podrzędu krótkoczułkich i rodziny Tanypezidae. 

## Morfologia
Muchówki o dużej, wyższej niż długiej, półkulistej głowie z jedwabiście owłosionym czołem. Brak na niej wibrysów i zewnętrznych szczecinek ciemieniowych, a szczecinki zaciemieniowe są tak grube i co najmniej w ⅔ tak długie jak wewnętrzne szczecinki ciemieniowe. Szczecinki orbitalne występują w liczbie 3 par. Czułki cechuje zwężony i wydłużony pierwszy człon biczyka. Tułów jest zwarty i szeroki, na tarczy ma szeroki, środkowy pas jasnego owłosienia. W jego chetotaksji występuje po parze szczecinek postpronotalnych i śródplecowych, natomiast brak szczecinek przedskrzydłowych. Pierwszy człon stóp tylnej pary odnóży jest tylko nieco nabrzmiały i nie ma na spodzie wyraźnego guzka. Golenie tylnych odnóży są proste. Tylna strona krętarza i nasady tylnych ud u samca wyposażona jest w czarne, grube szczecinki. Ponadto samiec charakteryzuje się pozbawionym kolcowatych szczecinek i tak długim i szerokim jak epandrium surstylusem oraz znacznie dłuższym niż szerszym distifallusem.

## Biologia i występowanie
Przedstawiciele rodzaju zamieszkują Palearktykę i Nearktykę, przy czym tę drugą oba gatunki, a tę pierwszą tylko T. longimana, znany również z Polski (zobacz: Tanypezidae Polski). Zasiedlają wilgotne lasy liściaste i mieszane, zwłaszcza nad ciekami wodnymi.
Bionomia jest słabo poznana i jakiekolwiek dane dotyczą tylko T. longimana. Larwy tego gatunku są prawdopodobnie saproksylofagami, rozwijającymi się w butwiejącym drewnie. Owady dorosłe spotyka się na niskiej roślinności w sąsiedztwie martwych, leżących drzew i gnijących pniaków.

## Systematyka
Rodzaj ten został wprowadzony w 1820 roku przez Carla Fredericka Falléna dla pojedynczego gatunku. W 1903 roku Friedrich Georg Hendel wyróżnił w jego obrębie podrodzaj Neotanypeza, który obecnie traktowany jest jako odrębny rodzaj, stanowiący według wyników analizy filogenetycznej Owena Lonsdale’a grupę siostrzaną dla rodzaju Tanypeza. Do rodzaju Tanypeza należą dwa opisane gatunki:
- Tanypeza longimana Fallén, 1820
- Tanypeza picticornis Knab et Shannon, 1916

Klucz do oznaczania obu gatunków został opublikowany w 1965 roku przez George’a C. Steyskala.